# Климович, Владимир Викторович
Владимир Викторович Климович (24 октября 1974, Могилёв, Белорусская ССР, СССР) — белорусский футболист, защитник. Выступал за сборную Беларуси.

## Биография

### Клубная карьера
На профессиональном уровне дебютировал в 1992 году в могилёвском «Днепре», за который выступал на протяжении 8 лет и выиграл с командой чемпионат страны. В 1999 году переехал в Польшу. В чемпионате Польши провёл 4 матча, 3 в составе клуба «Стомиль» и 1 за команду «Петро» (Плоцк). Вскоре вернулся в Беларусь, где в 2001 стал чемпионом и обладателем Кубка страны в составе «Белшины». Сезон 2003 провёл в минском клубе «Торпедо-СКА». В 2004 вернулся в «Белшину», однако по итогам сезона клуб занял последнее место в лиге и покинул высший дивизион. Сезон 2005 начал в качестве основного игрока «Белшины», но по ходу сезона перешёл в другой клуб Первой лиги «Торпедо-Кадино». В 2006—2007 годах выступал за «Молодечно» и «Верас», после чего завершил игровую карьеру.
Всего за карьеру сыграл 224 матча и забил 11 голов в высшей лиге Беларуси.

### Карьера в сборной
В 1996 году принял участие в трёх товарищеских играх сборной Беларуси.

## Достижения
«Днепр» Могилёв
- Чемпион Беларуси: 1998

 «Белшина»
- Чемпион Беларуси: 2001
- Обладатель Кубка Беларуси: 2000/2001
- Победитель Первой лиги Беларуси: 2005